# Liste des orgues de Haute-Normandie protégés aux monuments historiques
Cet article recense les orgues protégés à titre d'objets monuments historiques des départements de l'Eure et de la Seine-Maritime de la région Normandie, France.
Les orgues des départements du Calvados, de l'Orne et de la Manche font l'objet de la liste des orgues de Basse-Normandie protégés aux monuments historiques.

## Liste
| Orgue                                                                       | Département    | Commune                      | Édifice                                                      | Référence | Année          | Protection     | Illus. |
| --------------------------------------------------------------------------- | -------------- | ---------------------------- | ------------------------------------------------------------ | --- | -------------- | -------------- | ------ |
| Orgue de tribune buffet, partie instrumentale                               | Eure           | Les Andelys                  | Collégiale Notre-Dame des Andelys                            | Notice no PM27000032 Notice no PM27002335 Notice no PM27001917                                                                | 1840 1907 1993 | Classé         |        |
| Orgue de tribune buffet, partie instrumentale                               | Eure           | Les Andelys                  | Église Saint-Sauveur des Andelys                             | Notice no PM27000064 Notice no PM27002331 Notice no PM27000060                                                                | 1955 1971      | Classé         |        |
| Orgue de tribune partie instrumentale                                       | Eure           | Bernay                       | Église Sainte-Croix de Bernay                                | Notice no PM27002320 Notice no PM27002321                                                                                     | 1992           | Inscrit        |        |
| Orgue de tribune buffet, partie instrumentale                               | Eure           | Breteuil                     | Église Saint-Sulpice de Breteuil                             | Notice no PM27000407 Notice no PM27002316 Notice no PM27000414                                                                | 1933           | Classé         |        |
| Orgue de tribune buffet, partie instrumentale                               | Eure           | Broglie                      | Église Saint-Martin de Broglie                               | Notice no PM27002333 Notice no PM27002332 Notice no PM27002334                                                                | 2004           | Classé         |        |
| Orgue de tribune buffet                                                     | Eure           | Écouis                       | Collégiale Notre-Dame d'Écouis                               | Notice no PM27000661 Notice no PM27002329                                                                                     | 1976           | Classé         |        |
| Orgue de tribune partie instrumentale                                       | Eure           | Louviers                     | Église Notre-Dame de Louviers                                | Notice no PM27002326 Notice no PM27001075                                                                                     | 1977           | Classé         |        |
| Orgue de tribune partie instrumentale                                       | Eure           | Louviers                     | Église Saint-Germain de Louviers                             | Notice no PM27002327 Notice no PM27002328                                                                                     | 1975           | Inscrit        |        |
| Orgue de tribune partie instrumentale                                       | Eure           | La Neuve-Lyre                | Église Saint-Gilles de La Neuve-Lyre                         | Notice no PM27002324 Notice no PM27001218                                                                                     | 1987           | Classé         |        |
| Orgue de tribune buffet, garde-corps, partie instrumentale, tribune         | Eure           | Nonancourt                   | Église Saint-Martin de Nonancourt                            | Notice no PM27001227 Notice no PM27002322 Notice no PM27002323                                                                | 1906 2005      | Classé         |        |
| Orgue de tribune buffet, garde-corps, partie instrumentale, tribune         | Eure           | Pont-de-l'Arche              | Église Notre-Dame-des-Arts de Pont-de-l'Arche                | Notice no PM27001300 Notice no PM27002325 Notice no PM27001302                                                                | 1933 1976      | Classé         |        |
| Orgue de tribune buffet, partie instrumentale, tribune                      | Eure           | Pont-Audemer                 | Église Saint-Ouen de Pont-Audemer                            | Notice no PM27002330 Notice no PM27001918 Notice no PM27001289                                                                | 1971 1993      | Classé         |        |
| Orgue de tribune buffet, partie instrumentale                               | Eure           | Verneuil-sur-Avre            | Église de la Madeleine de Verneuil-sur-Avre                  | Notice no PM27001770 Notice no PM27002317 Notice no PM27001756                                                                | 1957 1975      | Classé         |        |
| Orgue de tribune buffet, partie instrumentale, tribune                      | Eure           | Vernon                       | Collégiale Notre-Dame de Vernon                              | Notice no PM27002318 Notice no PM27002319 Notice no PM27001852                                                                | 1862 1962 1973 | Classé Inscrit |        |
| Orgue de tribune buffet, tribune                                            | Seine-Maritime | Aumale                       | Église Saint-Pierre-et-Saint-Paul d'Aumale                   | Notice no PM76003234 Notice no PM76000084                                                                                     | 1913           | Classé         |        |
| Orgue de tribune partie instrumentale                                       | Seine-Maritime | Bolbec                       | Église Saint-Michel de Bolbec                                | Notice no PM76003226 Notice no PM76003227                                                                                     | 1992           | Classé         |        |
| Orgue de tribune buffet, partie instrumentale                               | Seine-Maritime | Bonsecours                   | Basilique Notre-Dame de Bonsecours                           | Notice no PM76000244 Notice no PM76003229 Notice no PM76003230                                                                | 1988           | Classé         |        |
| Orgue de tribune buffet                                                     | Seine-Maritime | Bully                        | Église Saint-Éloi de Bully                                   | Notice no PM76003256 Notice no PM76003255                                                                                     | 1979           | Inscrit        |        |
| Orgue de tribune buffet, partie instrumentale                               | Seine-Maritime | Caudebec-en-Caux             | Église Notre-Dame de Caudebec-en-Caux                        | Notice no PM76001992 Notice no PM76003238 Notice no PM76000389                                                                | 1840           | Classé         |        |
| Orgue de tribune buffet                                                     | Seine-Maritime | Darnétal                     | Église Saint-Pierre de Carville                              | Notice no PM76003258 Notice no PM76003257                                                                                     | 1979           | Inscrit        |        |
| Orgue de tribune buffet                                                     | Seine-Maritime | Dieppe                       | Église Saint-Jacques de Dieppe                               | Notice no PM76000517 Notice no PM76003223                                                                                     | 1908           | Classé         |        |
| Orgue de tribune buffet, partie instrumentale                               | Seine-Maritime | Dieppe                       | Église Saint-Rémy de Dieppe                                  | Notice no PM76000529 Notice no PM76003224 Notice no PM76003225                                                                | 1910           | Classé         |        |
| Orgue de tribune buffet, partie instrumentale                               | Seine-Maritime | Doudeville                   | Église Notre-Dame de Doudeville                              | Notice no PM76003242 Notice no PM76000537                                                                                     | 1908 1989      | Classé         |        |
| Orgue de tribune buffet                                                     | Seine-Maritime | Elbeuf                       | Église Saint-Étienne d'Elbeuf                                | Notice no PM76000552 Notice no PM76003239                                                                                     | 1921           | Classé         |        |
| Orgue de tribune buffet, partie instrumentale, tambour de porte             | Seine-Maritime | Elbeuf                       | Église Saint-Jean d'Elbeuf                                   | Notice no PM76000578 Notice no PM76003240 Notice no PM76000579                                                                | 1982           | Classé         |        |
| Orgue de tribune partie instrumentale                                       | Seine-Maritime | Étretat                      | Église Notre-Dame d'Étretat                                  | Notice no PM76003249 Notice no PM76003250                                                                                     | 1992           | Classé         |        |
| Orgue de chœur buffet                                                       | Seine-Maritime | Eu                           | Collégiale Notre-Dame-et-Saint-Laurent d'Eu                  | Notice no PM76000671 Notice no PM76003232                                                                                     | 1981           | Classé         |        |
| Orgue de tribune buffet, partie instrumentale                               | Seine-Maritime | Eu                           | Collégiale Notre-Dame-et-Saint-Laurent d'Eu                  | Notice no PM76002000 Notice no PM76003231 Notice no PM76000651                                                                | 1840 1966      | Classé         |        |
| Orgue de tribune buffet, partie instrumentale, tribune                      | Seine-Maritime | Fécamp                       | Abbaye de la Trinité de Fécamp                               | Notice no PM76003235 Notice no PM76000707 Notice no PM76000706                                                                | 1971 1980      | Classé         |        |
| Orgue de tribune buffet                                                     | Seine-Maritime | Fresquiennes                 | Église Notre-Dame de Fresquiennes                            | Notice no PM76003260 Notice no PM76003259                                                                                     | 1988           | Inscrit        |        |
| Orgue de tribune buffet                                                     | Seine-Maritime | Gournay-en-Bray              | Collégiale Saint-Hildevert de Gournay-en-Bray                | Notice no PM76002018 Notice no PM76003228                                                                                     | 1840           | Classé         |        |
| Orgue de tribune buffet, tribune                                            | Seine-Maritime | Harfleur                     | Église Saint-Martin d'Harfleur                               | Notice no PM76003245 Notice no PM76002019                                                                                     | 1840           | Classé         |        |
| Orgue de tribune buffet                                                     | Seine-Maritime | Le Havre                     | Église Notre-Dame du Havre                                   | Notice no PM76000897 Notice no PM76003244                                                                                     | 1908           | Classé         |        |
| Orgue de tribune buffet, tribune                                            | Seine-Maritime | Le Havre                     | Église Saint-François du Havre                               | Notice no PM76003253 Notice no PM76003254                                                                                     | 1978           | Inscrit        |        |
| Orgue buffet, partie instrumentale                                          | Seine-Maritime | Lammerville                  | Église Notre-Dame de Lammerville                             | Notice no PM76000964 Notice no PM76003246 Notice no PM76000963                                                                | 1980           | Inscrit        |        |
| Orgue de tribune partie instrumentale                                       | Seine-Maritime | Montivilliers                | Abbaye Saint-Sauveur de Montivilliers                        | Notice no PM76003233 Notice no PM76001127                                                                                     | 1988           | Classé         |        |
| Orgue de tribune partie instrumentale                                       | Seine-Maritime | Mont-Saint-Aignan            | Église Saint-Thomas-du-Mont-aux-Malades de Mont-Saint-Aignan | Notice no PM76003222 Notice no PM76001104                                                                                     | 1980           | Classé         |        |
| Orgue de chœur partie instrumentale                                         | Seine-Maritime | Rouen                        | Cathédrale Notre-Dame de Rouen                               | Notice no PM76003252 Notice no PM76001568                                                                                     | 1987           | Classé         |        |
| Orgue de tribune buffet                                                     | Seine-Maritime | Rouen                        | Cathédrale Notre-Dame de Rouen                               | Notice no PM76002068 Notice no PM76003251                                                                                     | 1862           | Classé         |        |
| Orgue de tribune buffet                                                     | Seine-Maritime | Rouen                        | Chapelle du couvent du Saint-Sacrement Notice no IA00021958  | Notice no PM76001523 Notice no PM76003209                                                                                     | 1970           | Classé         |        |
| Orgue de tribune buffet, partie instrumentale                               | Seine-Maritime | Rouen                        | Chapelle Notre-Dame de Charité                               | Notice no PM76001641 Notice no PM76003210 Notice no PM76001640                                                                | 1976 1977      | Classé         |        |
| Orgue de tribune buffet, partie instrumentale - Distinguer l'orgue de chœur | Seine-Maritime | Rouen                        | Église Saint-Godard de Rouen                                 | Notice no PM76003217 Notice no PM76003220 Notice no PM76003216 Notice no PM76003219 Notice no PM76003218 Notice no PM76003221 | 1999           | Classé         |        |
| Orgue de tribune buffet                                                     | Seine-Maritime | Rouen                        | Église Saint-Maclou de Rouen                                 | Notice no PM76002076 Notice no PM76003236                                                                                     | 1840           | Classé         |        |
| Orgue buffet                                                                | Seine-Maritime | Rouen                        | Église Saint-Nicaise de Rouen                                | Notice no PM76003118 | 1908           | Classé         |        |
| Orgue de tribune buffet, partie instrumentale                               | Seine-Maritime | Rouen                        | Église Saint-Ouen de Rouen                                   | Notice no PM76001448 Notice no PM76003212 Notice no PM76001573                                                                | 1970           | Classé         |        |
| Orgue de tribune buffet                                                     | Seine-Maritime | Rouen                        | Église Saint-Patrice de Rouen                                | Notice no PM76001454 Notice no PM76003213                                                                                     | 1970           | Classé         |        |
| Orgue de chœur buffet                                                       | Seine-Maritime | Rouen                        | Église Saint-Romain de Rouen                                 | Notice no PM76001481 Notice no PM76003211                                                                                     | 1969           | Classé         |        |
| Orgue buffet                                                                | Seine-Maritime | Rouen                        | Église Saint-Vincent de Rouen                                | Notice no PM76002119 | 1862           | Classé         |        |
| Orgue de tribune partie instrumentale                                       | Seine-Maritime | Rouen                        | Église Saint-Vivien de Rouen                                 | Notice no PM76003214 Notice no PM76001575                                                                                     | 1908 1980      | Classé         |        |
| Orgue de tribune buffet, partie instrumentale                               | Seine-Maritime | Rouen                        | Temple protestant de Rouen                                   | Notice no PM76001528 Notice no PM76003215 Notice no PM76001576                                                                | 1954           | Classé         |        |
| Orgue de tribune partie instrumentale                                       | Seine-Maritime | Saint-Martin-de-Boscherville | Abbaye Saint-Georges de Boscherville                         | Notice no PM76003247 Notice no PM76001752                                                                                     | 1981           | Classé         |        |
| Orgue de tribune partie instrumentale                                       | Seine-Maritime | Saint-Valery-en-Caux         | Église Saint-Martin de Saint-Valery-en-Caux                  | Notice no PM76003237 Notice no PM76002151                                                                                     | 1990           | Classé         |        |
| Orgue de tribune partie instrumentale                                       | Seine-Maritime | Sassetot-le-Mauconduit       | Église Notre-Dame-de-la-Nativité                             | Notice no PM76003241 Notice no PM76001860                                                                                     | 1982           | Classé         |        |
| Orgue de tribune buffet, tribune                                            | Seine-Maritime | Veules-les-Roses             | Église Saint-Martin de Veules-les-Roses                      | Notice no PM76003248 Notice no PM76001959                                                                                     | 1971           | Classé         |        |